# Derby Line
Derby Line est un village du comté d'Orleans dans le Vermont aux États-Unis.

## Géographie
Le village présente la particularité d'être situé sur la frontière avec le Québec, accessible au poste-frontière de Derby Line–Stanstead. La bibliothèque et salle d'opéra Haskell elles-mêmes situées sur la frontière constitue une particularité de la ville.